# آنا هولموند
آنا هولموند (انگلیسی: Anna Holmlund؛ زادهٔ ۳ اکتبر ۱۹۸۷) بازیکن فوتبال اهل سوئد است.